# Alberto Warnken
Alberto Warnken Benavente, född 1 februari eller 2 september 1889 i Santiago de Chile, död 14 september 1944, var en chilensk fotbollsdomare.
Warnken var en av domarna som dömde matcher vid det första världsmästerskapet i fotboll 1930 i Uruguay. Han dömde en match som huvuddomare, nämligen gruppspelsmatchen mellan Rumänien och Peru som slutade med en seger för Rumänien med 3-1. Han var den förste domaren som visade ut en spelare från en VM-match när han utvisade Perus Plácido Galindo. Utvisningen berodde med största sannolikhet på en grov tackling som resulterade i att en av de rumänska spelarna bröt benet.